# La 14e Lame
Pour plus de détails, voir Fiche technique et Distribution.
La 14e Lame (Jin yi wei) est un film chinois d'arts martiaux appartenant au genre Wuxia, réalisé par Daniel Lee et sorti en 2010.

## Synopsis
Aux débuts de la dynastie Ming, l'Empereur décide de créer un corps d'élite appelé : le Jin Gi Wei, afin de protéger les intérêts de la Cour Impériale, et de veiller au maintien de la dynastie Ming.
Recrutés dans les rues, des orphelins sont entraînés dès l'enfance aux combats. Leur chef, le plus redoutable d'entre eux, reçoit le nom de Qinglong "Le Premier Dragon".
L'Empereur lui offre un coffret contenant 14 lames acérées, possédant toutes des fonctions différentes : assurer les interrogatoires, réprimer les ingérences, châtier les fonctionnaires corrompus, punir les membres du Jin Gi Wei qui l'ont trahi, et, enfin, une 14e lame faite d'or, avec laquelle le Premier Dragon devrait éliminer les plus redoutables ennemis de l'Empereur, ou se donner la mort en cas d'échec.
Le Prince Qing, l'oncle de l'Empereur, à la suite de son exil et au châtiment que l'ancienne Impératrice lui avait infligé pour sa tentative de rébellion, ourdit un complot, dans le but de se venger et de prendre le pouvoir impérial.
Afin de mettre son plan à exécution, le Prince Qing réussit à corrompre l'un des conseillers de l'Empereur, appelé Jia.
En manipulant le corps d'élite Jin Gi Wei, Jia réussit à récupérer le sceau impérial, qu'il devait ensuite, en échange d'une forte récompense, remettre au Prince Qing, afin d'y apposer la marque de l'Empereur sur un contrat permettant au Prince de contrôler trois nouvelles provinces, dont Pékin, et la Cité Interdite.
Le Prince Qing pourrait donc entrer dans la Cité Interdite légalement avec son armée pour y prendre le pouvoir. Le Premier Dragon, ayant découvert le complot, et ayant été trahi par le corps d'élite Jin Gi Wei qu'il dirige, empêchera la réalisation de ce complot, en tuant tous ceux qui l'empêcheront d'exécuter sa mission.
Pour cela, il sera aidé de l'Escorte du Peuple, d'un voleur, ainsi que d'un grand guerrier, surnommé « Le Juge du désert ».

## Distribution
- Donnie Yen  Qinglong
- Zhao Wei : Qiao Hua
- Sammo Hung : Prince Qing

- Wu Chun : Judge of the Desert
- Kate Tsui : Tuotuo
- Qi Yuwu : Xuanwu
- Damian Lau : Zhao Shenyan
- Wu Ma : Qiao Yong
- Law Kar-ying : Jia Jingzhong
- Chen Kuan-tai : Fawang
- Chen Zhihui : Baihu
- Fung Hak-on : advisor
- Xu Xiangdong : Xiahou
- Liu Zhuoling : servant
- Zhang Yujiao : Zhao Shouzheng
- Ding Wenbin : Jifeng
- Jin Laiqun : Zhuque
- Qiu Bo
- Bian Yang
- Zhu Jiazhen